# Intertekstualiteit
Intertekstualiteit is het voorkomen in literaire teksten van echo's van andere (literaire) teksten, de invloed die uitgaat van vroegere teksten en op welke manier daar creatief mee wordt omgegaan. In die zin wordt de term sinds 1966 in de literatuurwetenschap gebruikt. 
Het weefsel dat een tekst is, hangt weer met talrijke draden vast aan andere teksten. Het verst in deze visie gaat de Franse wijsgeer Jacques Derrida, volgens wie de hele (kenbare) werkelijkheid één grote tekst is: "Il n'y a pas de hors-texte".   
Intertekstuele verbanden kunnen min of meer zichtbaar in de tekst aanwezig zijn: als citaat, als parodie of persiflage, als (literair) motto, als allusie. In sommige gevallen is de intertekstualiteit verborgen of wordt ze door de auteur zelfs ontkend (plagiaat). 
De kiem van het concept van intertekstualiteit is te vinden in de werken van Michail Bachtin die een reeks werken over de literatuurtheorie publiceerde. Zijn ideeën waren pas jaren na zijn dood in West-Europa bekend, toen ze eind jaren zestig (1966 - 1969) in de Franse intellectuele sfeer werden verspreid door een kring van Bulgaarse denkers, onder wie Tzvetan Todorov en Julia Kristeva, die de term feitelijk bedachten. 
De term is in in het westen geïntroduceerd door de Frans-Bulgaarse literatuurwetenschapster Julia Kristeva in haar bespreking van de Russische theoreticus Michail Bachtin. Bekend is haar stelling dat een tekst alleen kan worden begrepen in het licht van andere teksten. Daardoor kan alleen een lezer die deel uitmaakt van deze traditie de betekenis van deze tekst vaststellen. Deze definitie van intertekstualiteit ontleent veel aan het dialogisme zoals gedefinieerd door Bachtin.

## Voorbeelden
- "de woorden die Gij wakker leest (...) vrees niet de gedachte dat U door deze woorden werd gekust" (Leo Vroman, 'Voor wie dit leest') alluderen op het sprookje van Doornroosje
- 'Ja' (een gedicht van K. Schippers) begint met "Ik heb je lief zoals je soms / gelijk een gouden zomerdag bent", een allusie op Shakespeares beroemde sonnet 'Shall I compare thee to a summer's day'
- 'Het dwaze bijeen' (een gedicht van Tonnus Oosterhoff) bevat talrijke (al dan niet verbasterde) citaten uit en zinspelingen op 'Het lied der dwaze bijen' van Martinus Nijhoff
- Hugo Claus' roman De geruchten verwerkt de theorie van René Girard over het zondebokmechanisme